# Kościół Przemienienia Pańskiego w Szewnicy
Kościół Przemienienia Pańskiego w Szewnicy – rzymskokatolicki kościół parafialny należący do dekanatu jadowskiego diecezji warszawsko-praskiej.

## Historia
Kościół został wybudowany rękami mieszkańców wsi oraz proboszcza jadowskiego, ks. Edwarda Święckiego bez pozwolenia i planu w roku 1958. Od 4 kwietnia 1999 jest siedzibą samodzielnej parafii

## Architektura
Nieduża murowana świątynia wzniesiona na planie prostokąta, podzielona na trzy nawy, z wyodrębnionym prezbiterium, po którego bokach znajdują się dwa pomieszczenia mieszczące zakrystie. Nad drzwiami wejściowymi znajduje się drewniany chór muzyczny, częściowo umiejscowiony nad małą kruchtą. Ołtarz stylizowany na barokowy, z obrazem Przemienienia Pańskiego. Na zakończeniach naw bocznych znajdują się obrazy Matki Bożej Ostrobamskiej oraz Chrystusa w Ogrójcu.

## Galeria

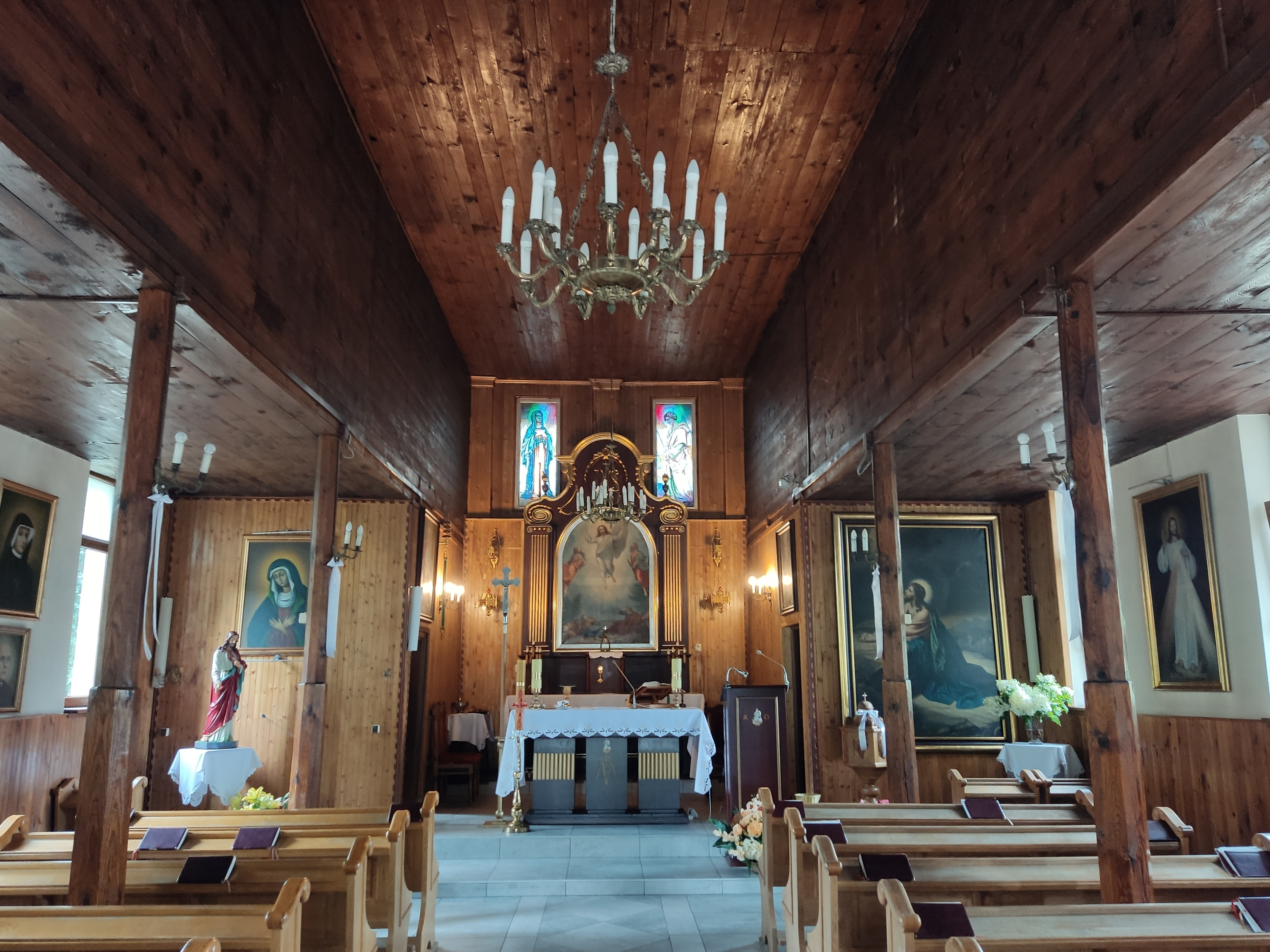
Wnętrze
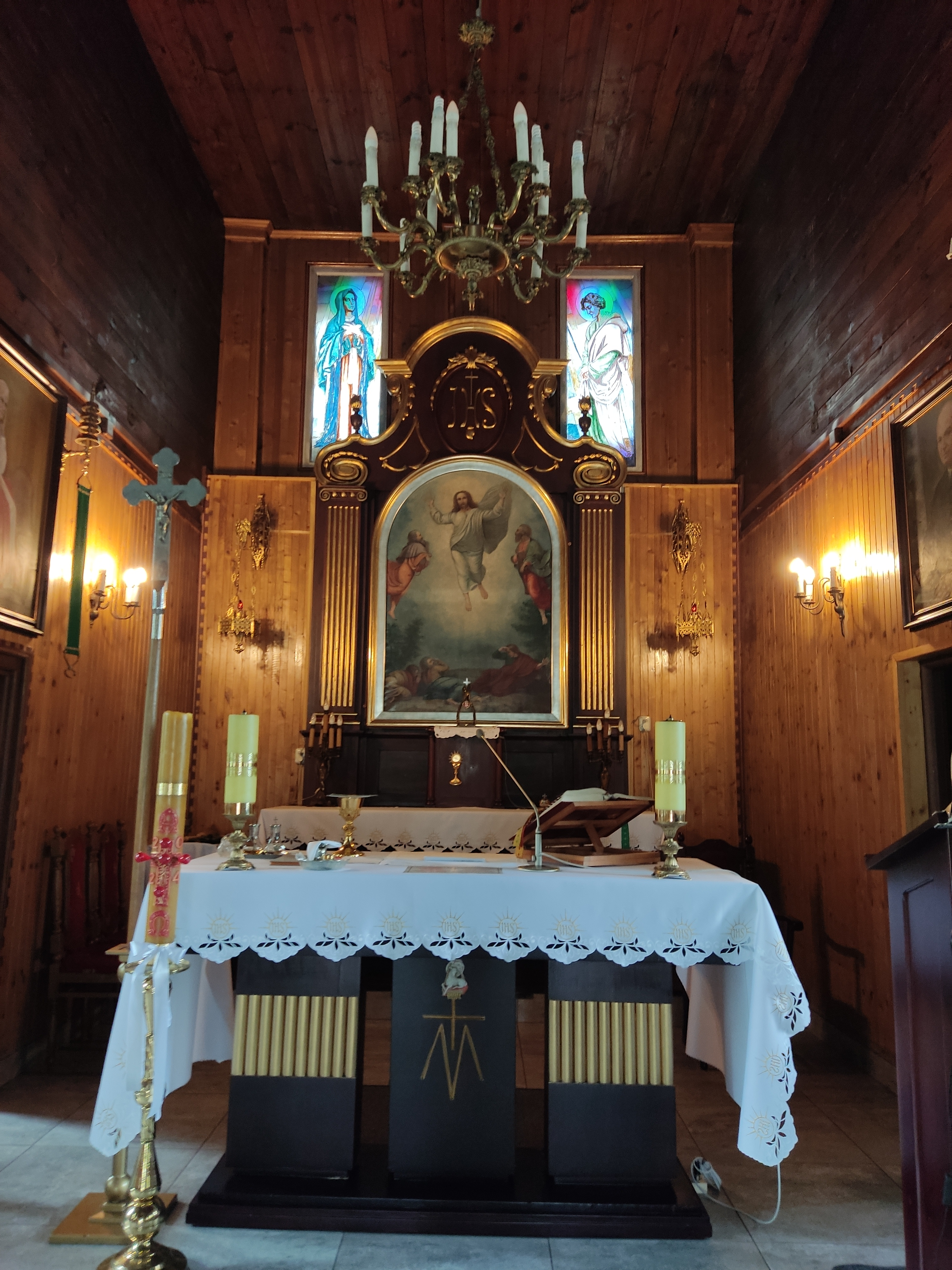
Oltarz
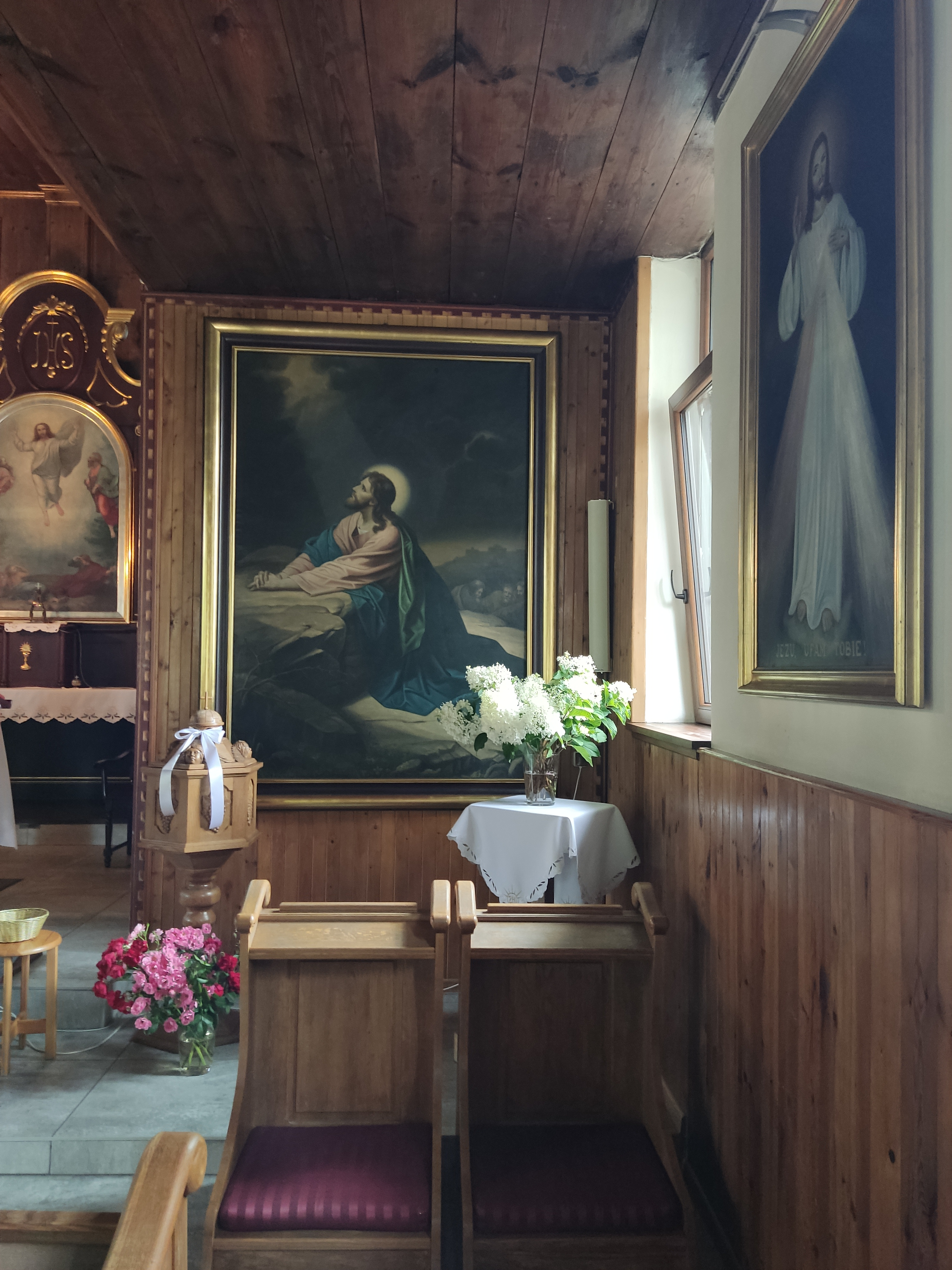
Obraz Chrystusa w Ogrójcu
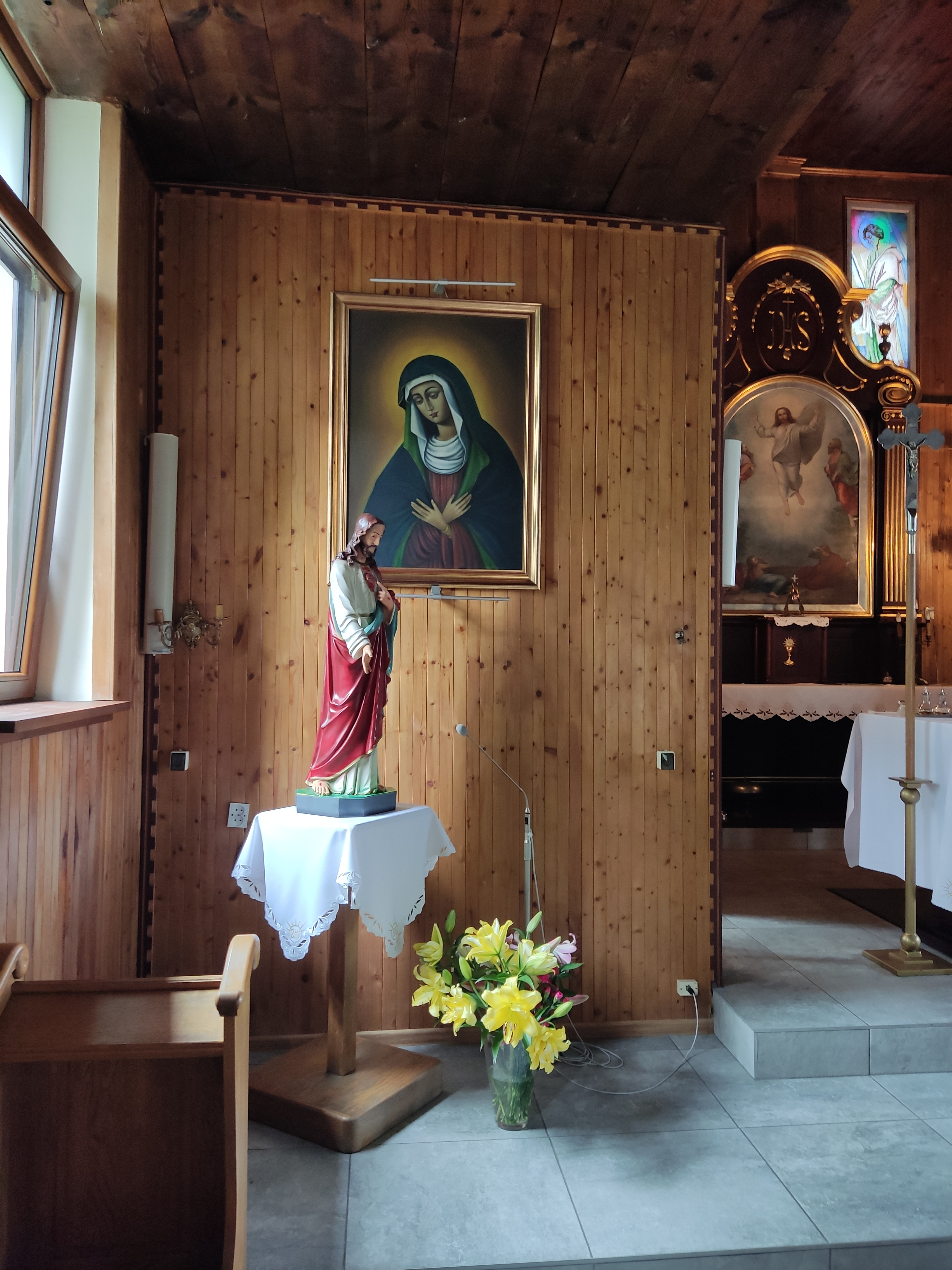
Obraz MB Ostrobramskiej
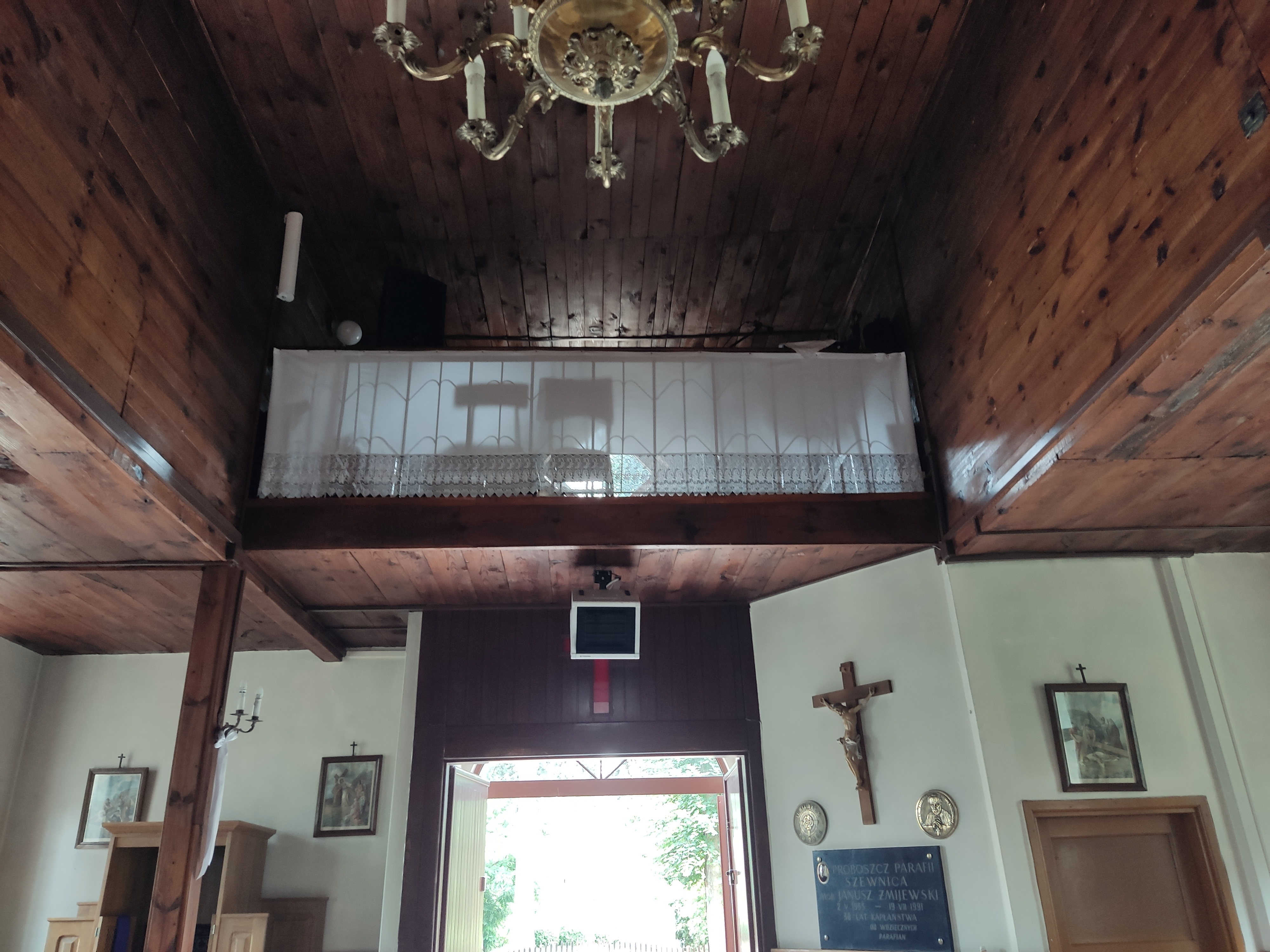
Chór